# ميناس جرايس
ميناس جيرايس (بالبرتغالية: Minas Gerais) هي ولاية فيدرالية برازيلية تقع في شمال المنطقة الجنوبية الشرقية للبرازيل. هي ثاني ولاية برازيلية اكتظاظا بالسكان وهي الثالثة على مستوى الناتج المحلي الإجمالي وهي الرابعة على مستوى المساحة. عاصمتها بيلو هوريزونتي وهي من أهم العواصم الحضرية والاقتصادية في أميركا اللاتينية، وهي سادس أكبر مدينة في البرازيل ولكن تجمعها الحضري هو الثالث أكبر في البرازيل.
ومساحتها  586,528 كم مربع (أكبر من مساحة فرنسا)ويبلغ عدد سكانها ال21 مليون نسمة.
لعبت الولاية دورًا كبيرًا أثناء الاحتلال البرتغالي للبرازيل لاحتوائها على الذهب  ومن أشهر المدن التاريخية (فيلا دي أورو) بالعربية حي الذهب و(أورو براتو) بالعربية الذهب الأسود.

## توأمة
لميناس جرايس اتفاقيات توأمة مع:
- ياماناشي (25 يوليو 1973 - )

## اقتصاد
- فالي دي ريو دوسي

## مطبخ
باو دجي كايجو

## مشاهير
- بيليه
- ميلتون ناسيمانتو
- جوسيلينو كوبيتشيك

## بنية تحتية

### مطار دولي
مطار بيلو هوريازونت تانكريدو نيفيس الدولي (CNF)

## رياضة

### كرة القدم
هناك ناديان منافسان في ميناس جرايس هما أتلتيكو مينييرو ونادي كروزيرو، والاثنان من بيلو هوريزونتي. وهناك كذلك نادي أميركا.

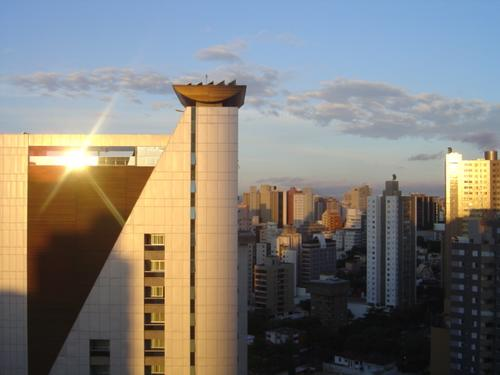
المركز التجاري في العاصمة-بيلو هورزنتي

## أعلام
- ليوناردو موريرا
- هيونس مارسيلو ليموس
- تيرادينتيس
- أرتر برنارديس